# Färgad
"Färgad" är en term för att beskriva människor som har en hudfärg som inte anses vit. Det har använts som en neutral beskrivning av svarta eller av blandat ursprung. I USA och många engelskspråkiga länder anses det nedsättande att använda ordet colored. Istället används begreppet people of color som en neutral benämning på icke-vita. Enstaka undantag finns, t.ex. i namnet på National Association for the Advancement of Colored People.
I södra Afrika, företrädesvis i Sydafrika, Namibia och Zimbabwe används färgad (eng: coloured) för personer som har blandat ursprung.